# Décès en 1996
Décès
- 1992
- 1993
- 1994
- 1995
- 1996
- 1997
- 1998
- 1999
- 2000

Cet article présente une liste de personnalités mortes au cours de l'année 1996 dont la date de décès précise est inconnue.
La liste des personnes référencées dans Wikipédia est disponible dans la page de la Catégorie:Décès en 1996

Les mois de l'année font l'objet de listes spécifiques :

## Date inconnue
| Nom             | Activités                                       | Âge      | Source |
| --------------- | ----------------------------------------------- | -------- | ------ |
| Salvatore Gallo | peintre et sculpteur italien                    | 67 ou 68 |        |
| Anil de Silva   | Journaliste et historienne de l'art srilankaise | 86 ou 87 |        |
| István Turbéky  | Footballeur hongrois                            | 74 ou 75 |        |